# Komitet audytu
Komitet audytu – roboczy zespół rady nadzorczej, odpowiedzialny za nadzór nad sprawozdawczością finansową w spółce. 
Audytorzy wewnętrzni zatrudnieni w jednostce podlegają pod komitet audytu i składają mu raporty z przeprowadzonych audytów, okresowe sprawozdania ze swojej działalności oraz oceny systemu kontroli wewnętrznej organizacji. Rolą komitetu audytu jest zagwarantowanie niezależności audytorów, w związku z czym do uprawnień komitetu audytu należy m.in. aprobowanie zatrudnienia / zwolnienia kierującego komórką audytu wewnętrznego. Jednym z zadań tego zespołu jest zatwierdzenie wyboru audytora zewnętrznego, badającego sprawozdania finansowe spółki.